# Lista de filmes com temática LGBT de 1982
Esta é uma lista de filmes que contém personagens e/ou temática lésbica, gay, bissexual, ou transgênera lançados em 1982.
| Título                                                 | Diretor                           | País                       | Gênero                     | Elenco | Anotações |
| ------------------------------------------------------ | --------------------------------- | -------------------------- | -------------------------- | --- | --- |
| Angelos                                                | Giorgos Katakouzinos              | Grécia                     | Drama                      | Michalis Maniatis, Dionysis Xanthos, Katerina Helmy, Vasilis Tsaglos, Giorgos Bartis, Maria Alkeou               | [ 1 ] [ 2 ] |
| Aventuras de um Paraíba                                | Marco Altberg                     | Brasil                     | Comédia, Erótico           | Caíque Ferreira, Claudia Ohana, Tamara Taxman, Paulo Villaça, Catarina Abdala, Chico Diaz                        | Um jovem do nordeste vai ao Rio de Janeiro para procurar sua sorte                                                                                        |
| Avskedet                                               | Tuija-Maija Niskanen              | Suécia                     | Drama                      | Sanna Hultman, Carl-Axel Heiknert, Kerstin Tidelius, Pirkko Nurmi, Charlotta Larsson, Josefin Öistämö            | Um moça reprimida por seu pai se apaixona por outra mulher                                                                                                |
| Baby Doll                                              | Tessa Hughes-Freeland             | EUA                        | Curta, Experimental        | | Mostra o mundo das strippers trabalhando no Baby Doll Lounge em Manhattan                                                                                 |
| Butcher, Baker, Nightmare Maker                        | William Asher                     | EUA                        | Terror                     | Jimmy McNichol, Susan Tyrrell, Bo Svenson, Julia Duffy, Marcia Lewis, Steve Eastin                               | Mostra um personagem gay como uma figura positiva, raridade na época e no gênero                                                                          |
| By Design                                              | Claude Jutra                      | Canadá                     | Drama                      | Patty Duke, Sara Botsford, Saul Rubinek, Sonia Zimmer, Mina E. Mina, Alan Duruisseau                             | Um casal de designers lésbicas decidem ter um filho |
| Casta Diva                                             | Eric De Kuyper                    | Países Baixos              | Fantasia, Experimental     | Emile Poppe, Jack Post, Paul Ruven, Paul Verstraten                                                              | [ 8 ] |
| The Clinic                                             | David Stevens                     | Austrália                  | Drama                      | Chris Haywood, Simon Burke, Gerda Nicolson, Rona McLeod, Suzanne Roylance, Veronica Lang                         | Primeiro filme australiano de temática explicitamente gay Se passa em uma clínica para doenças venéreas                                                   |
| Colegas                                                | Eloy de la Iglesia                | Espanha                    | Drama                      | Antonio Flores, Rosario Flores, José Luis Manzano, José Manuel Cervino, Queta Ariel, José Luis Fernández 'Pirri' | Dois amigos começam a se prostituir quando um engravida a irmã do outro                                                                                   |
| La colmena                                             | Mario Camus                       | Espanha                    | Drama                      | Victoria Abril, Francisco Algora, Rafael Alonso, Ana Belén, José Bódalo, Mary Carrillo                           | trad. A Colméia Baseado no romance homônimo de Camilo José Cela                                                                                           |
| Come Back to the Five and Dime, Jimmy Dean, Jimmy Dean | Robert Altman                     | EUA                        | Drama                      | Sandy Dennis, Cher, Karen Black, Sudie Bond, Kathy Bates, Caroline Aaron                                         | Roteirizado por Ed Graczyk, baseado em sua peça homônima.                                                                                                 |
| Confidencias                                           | Jaime Humberto Hermosillo         | México                     | Drama                      | Beatriz Sheridan, María Rojo                                                                                     | Adaptação do romance De Pétalos Perennes de Luis Zapata                                                                                                   |
| The Court of Miracles                                  | John Maybury                      | Reino Unido                | Curta                      | Hermine Demoriane, David Holah, Siouxsie Sioux                                                                   | Examina os níveis de alienação encorajados pelo mundo moderno                                                                                             |
| Le crime d'amour                                       | Guy Gilles                        | França                     | Drama                      | Macha Méril, Richard Berry, Jacques Penot, Manuel Gélin, Piéral, Jean-Marie Proslier                             | trad. O Crime do Amor |
| Deathtrap                                              | Sidney Lumet                      | EUA                        | Mistério, Comédia          | Michael Caine, Christopher Reeve, Dyan Cannon, Irene Worth, Henry Jones, Joe Silver                              | trad. Armadilha Mortal Um dramaturgo outrora famoso convida um fã para sua casa na intenção de matá-lo e assumir a autoria de seus brilhantes manuscritos |
| Egymásra nézve                                         | Károly Makk, János Xantus         | Hungria                    | Drama                      | Jadwiga Jankowska-Cieślak, Ildikó Bánsági, Grażyna Szapołowska, Judit Hernádi, Jozef Kroner, Gyula Szabó         | trad. Outra Forma de Amar Co-roteirizado por Erzsébet Galgóczi, baseado em seu romance semi-autobiográfico Törvényen belül                                |
| Fifth of July                                          | Kirk Browning, Marshall W. Mason  | EUA                        | Drama                      | Richard Thomas, Jeff Daniels, Swoosie Kurtz, Jonathan Hogan, Joyce Reehling, Helen Stenborg                      | Segue o relacionamento entre um veterano da Guerra do Vietnã e seu namorado                                                                               |
| Forty Deuce                                            | Paul Morrissey                    | EUA                        | Drama                      | Orson Bean, Kevin Bacon, Mark Keyloun, Tommy Citera, Esai Morales, Harris Laskaway                               | Um jovem prostituto tenta arranjar dinheiro para drogas ao vender outro garoto para um homem de meia-idade, mas os planos mudam quando o garoto morre     |
| Fucking City                                           | Lothar Lambert                    | Alemanha Ocidental         | Erótico                    | Ulrike Schirm, Stefan Menche, Lothar Lambert, Dagmar Beiersdorf, Erika Rabau, Hans Marquardt                     | Quatro jovens procuram amor e satisfação sexual na Berlim Ocidental                                                                                       |
| A Genius Like Us: A Portrait of Joe Orton              | Pamela Brighton, Nigel Williams   | Reino Unido                | Documentário               | Harry Andrews, Richard Braine, Una Brandon-Jones, Jim Connell, Kenneth Cranham, John Lahr                        | Sobre o assassinato do dramaturgo Joe Orton por seu namorado, Kenneth Halliwell                                                                           |
| Hadduta misrija                                        | Youssef Chahine                   | Egito                      | Fantasia, Drama            | Nour El-Sherif, Yousra Mohsen, Mohie Eldein, Soheir El Bably, Magda El-Khatib                                    | [ 23 ] |
| Home-made Melodrama                                    | Jacqui Duckworth, Joy Chamberlain | Reino Unido                | Drama                      | Lyndey Stanley, Cass Bream, Joy Chamberlain                                                                      | Mostra os aspectos pessoais e políticos de um relacionamento lésbico                                                                                      |
| Inclinación sexual al desnudo                          | Ignacio F. Iquino                 | Espanha                    | Comédia, Erótico           | Concha Valero, Carmen Serret, Tessi Arno, Alejo del Peral, Víctor Guerrero, Cora Martín                          | Segue as aventura sexuais de um casal de atrizes pornô, sua diretora trans, e a assistente dessa que é apaixonada por ela                                 |
| In the Pink                                            | Barbara Derkow                    | Reino Unido                | Curta                      | Anna Carteret, Sue Jones-Davies, Fanny Viner, Millie Gervasi, Dee Welding                                        | [ 26 ] |
| Laberinto de pasiones                                  | Pedro Almodóvar                   | Espanha                    | Comédia                    | Cecilia Roth, Imanol Arias, Helga Liné, Marta Fernández Muro, Antonio Banderas, Fernando Vivanco                 | |
| Ladies and Gentlemen, The Fabulous Stains              | Lou Adler                         | EUA                        | Musical, Comédia           | Diane Lane, Ray Winstone, Peter Donat, David Clennon, Laura Dern, Paul Cook                                      | Após a morte de sua mãe, uma mulher passa a focar somente em sua banda                                                                                    |
| Liquid Sky                                             | Slava Tsukerman                   | EUA                        | Comédia, Ficção Científica | Anne Carlisle, Paula E. Sheppard, Susan Doukas, Otto von Wernherr, Bob Brady, Elaine C. Grove                    | |
| Luc ou la part des choses                              | Michel Audy                       | Canadá                     | Drama                      | Lynda Bistodeau, Éric Boulay, Lucie Daigle, Yvon Leblanc, Pierre Normandin, Alain Thiffault                      | Um jovem discobre e assume sua homossexualidade |
| Making Love                                            | Arthur Hiller                     | EUA                        | Drama                      | Michael Ontkean, Harry Hamlin, Kate Jackson, Wendy Hiller, Arthur Hill, Nancy Olson                              | |
| Maman Que Man                                          | Lionel Soukaz                     | França                     | Curta, Drama               | Didier Hercend, Luc Bernard, Marie-Thonon Copi, Jean-Louis Jacopin, Sabine Morellet, Emmanuel Schaeffer          | [ 29 ] |
| La máxima felicidad                                    | Mauricio Walerstein               | Venezuela                  | Drama                      | Virginia Urdaneta, Marcelo Romo, Luis Colmenares, Eva Mondolfi                                                   | Segue o relacionamento poliamoroso entre dois homens e uma mulher                                                                                         |
| La morte vivante                                       | Jean Rollin                       | França                     | Terror                     | Marina Pierro, Françoise Blanchard, Mike Marshall, Carina Barone, Fanny Magier, Patricia Besnard-Rousseau        | trad. A Morta-Viva Um acidente tóxico revive uma mulher que, com a ajuda de sua amiga de infância, deve saciar sua sede por sangue                        |
| Nagu'a                                                 | Amos Guttman                      | Israel                     | Drama                      | Jonathan Sagall, Ami Traub, Ben Levin, Dita Arel, Boaz Torjemann, Mark Hasmann                                   | trad. Aflito Um jovem gay trabalha na loja da avó e sonha em virar um cineasta                                                                            |
| Oxford Housing                                         |                                   | Reino Unido                | Curta, Documentário        | | Em 1982, casais do mesmo sexo começaram a poder se registrarem para council housing                                                                       |
| Partners                                               | James Burrows                     | EUA                        | Comédia                    | Ryan O'Neal, John Hurt, Kenneth McMillan, Robyn Douglass, Jay Robinson, Denise Galik                             | |
| Personal Best                                          | Robert Towne                      | EUA                        | Drama                      | Mariel Hemingway, Scott Glenn, Patrice Donnelly, Kenny Moore                                                     | Uma atleta bissexual treina para as Olimpíadas e se apaixona                                                                                              |
| Più bello di così si muore                             | Pasquale Festa Campanile          | Itália                     | Comédia                    | Enrico Montesano, Monica Guerritore, Ida Di Benedetto, Toni Ucci, Vittorio Caprioli, Paola Borboni               | Um homem precisando de dinheiro começa a se prostituir em drag                                                                                            |
| Poste Restante – Ομόνοια                               | Harris Papadopoulos               | Grécia                     | Curta                      | | Confissões do povo de Omonia, um bairro de Atenas |
| Privates on Parade                                     | Michael Blakemore                 | Reino Unido                | Comédia                    | Patrick Pearson, Michael Elphick, Joe Melia, John Standing, Nicola Pagett, David Bamber                          | Baseado na peça homônima de Peter Nichols sobre um grupo de entretenimento militar de maioria gay que vai para uma floresta malaia                        |
| Querelle                                               | Rainer Werner Fassbinder          | Alemanha Ocidental, França | Drama                      | Brad Davis, Franco Nero, Jeanne Moreau, Laurent Malet, Hanno Pöschl, Günther Kaufmann                            | Baseado no romance Querelle de Brest de Jean Genet |
| Rainer Werner Fassbinder - Letzte Arbeiten             | Wolf Gremm                        | Alemanha Ocidental         | Documentário               | Wolf Gremm, Rainer Werner Fassbinder, Franco Nero                                                                | Um retrato do diretor alemão Rainer Werner Fassbinder |
| Re Lang (熱浪)                                         | Meg Lam Kin-Ming                  | Hong Kong                  | Drama                      | Meg Lam Kin-Ming, Chang Kuo-Chu, Ray Lui, Ida Chan, Kent Cheng, Eddie Chen                                       | Também conhecido como Torrid Wave |
| Scrubbers                                              | Mai Zetterling                    | Reino Unido                | Drama                      | Amanda York, Chrissie Cotterill, Elizabeth Edmonds, Kate Ingram, Amanda Symonds, Kathy Burke                     | trad. Aonde Nasce um Crime |
| Señora de nadie                                        | María Luisa Bemberg               | Argentina                  | Drama                      | Luisina Brando, Rodolfo Ranni, Julio Chávez, Gabriela Acher, Susú Pecoraro, China Zorrilla                       | trad. Esposa de Ninguém Uma mulher deixa sua família e embarca em uma jornada sexual                                                                      |
| ¿Somos?                                                | Carlos Hugo Christensen           | Argentina                  | Comédia                    | Elvia Andreoli, Sandra Ballesteros, Amalia Bernabé, Nicolas Frei, Silvia Kutika, Jorge Martínez                  | Um homem vai para um hotel com a amante, o filho, e o amigo, que é apaixonado pelo jovem                                                                  |
| Summer Lovers                                          | Randal Kleiser                    | EUA                        | Comédia Romântica, Drama   | Peter Gallagher, Daryl Hannah, Valérie Quennessen, Barbara Rush, Carole Cook                                     | |
| T-Bird at Ako                                          | Danny L. Zialcita                 | Filipinas                  | Drama, Crime               | Vilma Santos, Nora Aunor, Dindo Fernando, Tommy Abuel, Odette Khan, Dick Israel                                  | Uma advogada se apaixona por uma mulher acusada de assassinato                                                                                            |
| Tenebrae                                               | Dario Argento                     | Itália                     | Terror, Suspense           | Anthony Franciosa, John Saxon, Daria Nicolodi, Giuliano Gemma, Christian Borromeo, Mirella D'Angelo              | |
| Ten Violent Women                                      | Ted V. Mikels                     | EUA                        | Drama                      | Sherri Vernon, Dixie Lauren, Sally Alice Gamble, Georgia Morgan, Jane Farnsworth, Melodie Bell                   | Mineiras cansam de seu estilo de vida e decidem cometer crimes e acabam presas                                                                            |
| Tootsie                                                | Sydney Pollack                    | EUA                        | Comédia                    | Dustin Hoffman, Jessica Lange, Teri Garr, Dabney Coleman, Charles Durning, Bill Murray                           | |
| Track Two                                              | Harry Sutherland                  | Canadá                     | Documentário               | John Bart, Christine Bearchall, Arnold Bruner, Gerald Hannon, Brent Hawkes, George Hislop                        | Mostra o crescimento da comunidade LGBT de Toronto |
| True Romance, Etc.                                     | Newsreel Collective               | Reino Unido                | Curta                      | | Jovens de várias raças e sexualidades diferentes falam sobre sexo, amor, gênero, relacionamentos, e expectativas sociais                                  |
| La Truite                                              | Joseph Losey                      | França                     | Drama                      | Isabelle Huppert, Jean-Pierre Cassel, Jeanne Moreau, Daniel Olbrychski, Jacques Spiesser, Isao Yamagata          | Co-roteirizado por Roger Vailland, baseado em seu romance homônimo Uma moça do interior se muda para Paris com seu marido gay                             |
| Victor/Vitoria                                         | Blake Edwards                     | EUA                        | Comédia, Musical           | Julie Andrews, James Garner, Robert Preston, Lesley Ann Warren, Alex Karras, John Rhys-Davies                    | Remake do filme Victor und Victoria, de 1933 |
| Wanda Whips Wall Street                                | Larry Revene                      | EUA                        | Erótico                    | Veronica Hart, Jamie Gillis, Samantha Fox, Tish Ambrose, Sharon Mitchell, Ron Jeremy                             | [ 47 ] |
| Whatever Happened to Susan Jane?                       | Marc Huestis                      | EUA                        | Comédia                    | Ann Block, Francesca Rosa, Silvana Nova, Marc Huestis                                                            | Uma dona de casa suburbana, cansada de sua vida monótona, procura uma amiga dos tempos de escola                                                          |
| The World According to Garp                            | George Roy Hill                   | EUA                        | Drama, Comédia             | Robin Williams, James "J.B." McCall, Mary Beth Hurt, Glenn Close, John Lithgow, Hume Cronyn                      | Baseado no romance homônimo de John Irving |
| O Zigolo Tis Athinas                                   | Giorgos Lazaridis                 | Grécia                     | Crime                      | Dionysis Xanthos, Grigoris Vafias, Artemis Charmy, Agni Vlahou, Mairi Hronopoulou, Anna Kalouta                  | Um gigolô é acusado de matar um homem gay rico |